# فيكتور بونيت
فيكتور بونيت (بالفرنسية: Victor Bonnet)‏ (و. 1814 – 1885 م) هو عالم اقتصاد، من فرنسا، كان عضوًا في أكاديمية العلوم الأخلاقية والسياسية الفرنسية، توفي في لوسرن، عن عمر يناهز 71 عاماً.